# Jean-Dominique Bauby
Jean-Dominique Bauby (* 23. April 1952 in Paris; † 9. März 1997 in Berck) war ein französischer Journalist, Autor und Chefredakteur des Magazins Elle.

## Lebenseinschnitt
Im Alter von 43 Jahren, am 8. Dezember 1995, erlitt Bauby einen massiven Schlaganfall, durch den sein Hirnstamm geschädigt wurde. Als er zwei Wochen danach im Krankenhaus von Berck aus dem Koma erwachte, war er nicht nur stumm, sondern auch komplett gelähmt. Er konnte bloß seinen Kopf ein wenig bewegen sowie grunzen und mit seinem linken Augenlid blinzeln. Dieses seltene Phänomen wird als Locked-in-Syndrom bezeichnet. Über diese Erfahrung schrieb er – in gelähmtem Zustand – das Buch Le scaphandre et le papillon (wörtlich: „Der Taucheranzug und der Schmetterling“), indem er mittels Blinzeln das Buch diktierte, wenn der richtige Buchstabe im Alphabet erreicht wurde. Dafür wurde ein spezielles Alphabet erstellt, welches die Buchstaben nach ihrer Häufigkeit in der Französischen Sprache ordnete.
Bauby musste das Buch komplett im Kopf kreieren und redigieren, um es dann Buchstabe für Buchstabe zu diktieren. Das Buch erschien am 6. März 1997 in Frankreich; Bauby starb nur drei Tage später an einer Lungenentzündung.
Das Buch wurde vom US-amerikanischen Regisseur Julian Schnabel verfilmt, mit Mathieu Amalric und Emmanuelle Seigner in den Hauptrollen: Schmetterling und Taucherglocke feierte im Mai 2007 während der Filmfestspiele von Cannes seine Uraufführung und wurde dort mit dem Preis für die beste Regie ausgezeichnet.
Er lebte mit Sylvie de la Rochefoucauld zusammen und hatte mit ihr zwei Kinder: Théo und Céleste.

## Werk
- Le scaphandre et le papillon. Robert Laffont, Paris 1997, ISBN 2-221-08172-2.
  - deutsche Übersetzung: Schmetterling und Taucherglocke. Deutsch von Uli Aumüller. Paul Zsolnay Verlag, Wien 1997, ISBN 3-552-04869-3.
    - Taschenbuchausgabe: Deutscher Taschenbuch Verlag (dtv Literatur 12565), München 1998, ISBN 3-423-12565-9.